# لوسیا گراد
لوسیا گراد (انگلیسی: Lucija Grad؛ زادهٔ ۲۲ اکتبر ۱۹۸۳) بازیکن فوتبال اهل اسلوونی است.
وی همچنین در تیم ملی فوتبال زنان اسلوونی بازی کرده‌است.